# Krysa buldočí
Krysa buldočí (Rattus nativitatis) je vyhynulý velký druh krysy, který žil endemicky na Vánočním ostrově. Jde o jeden z mála taxonů, u nichž je v podstatě potvrzeno, že příčinou extinkce byla zavlečená epidemie.

## Charakteristika

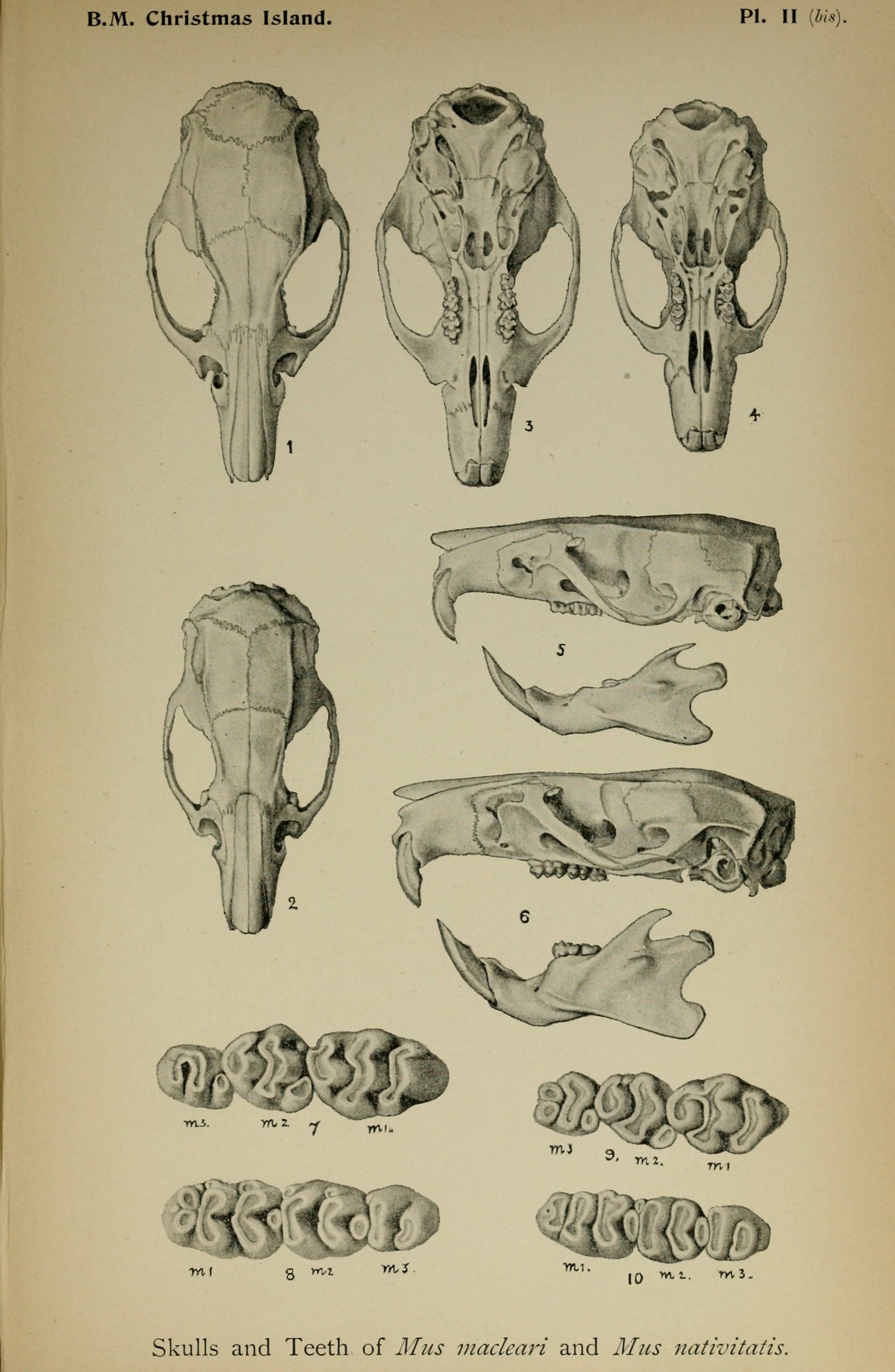
Lebka krysy buldočí ve srovnání s krysou Maclearovou

Krysa buldočí byla zřejmě blízce příbuzná s krysou Maclearovou (Rattus macleari). Dostala své jméno „Bull-dog rat“ od rodiny Rossových, jenž žila na Vánočním ostrově. V binomickém názvosloví se řadí do rodu Rattus, který zahrnuje různé další krysy a potkany.
Tento hlodavec měl poměrně malou hlavu, krátký ocas a zavalité tělo. Byl v porovnání s jinými krysami velký, měřil na délku 20–27 cm, plus 14–18 cm ocas. Hmotnost je odhadována na 250–300 gramů. Barva srsti měla u dospělých jedinců různé odstíny hnědé, mláďata byla modro černá. O životě druhu se ví velmi málo. Žil v malých koloniích v norách nebo v jejich okolí, někdy v padlých kmenech ságových palem. Jednalo se o nočního živočicha, jehož končetiny byly uzpůsobeny k hrabání. Zřejmě neuměl šplhat po stromech. Živil se bobulemi, čerstvými výhonky a možná i kůrou některých stromů. Krysa vyhynula někdy v letech 1900–1904. Příčinou bylo s největší pravděpodobností zavlečení epidemie trypanosomy krysou obecnou, která se na ostrov dostala v roce 1899. Podobný osud potkal její "sesterskou" krysu Maclearovu.